# Ton Blanker
Ton Blanker (Amsterdam, 15 september 1960) is een voormalig Nederlands voetballer van onder andere AFC Ajax, Excelsior en FC Volendam.

## Ajax
Blanker speelde in zijn jeugd voor avv O.D.I.V. en DWS. Toen hij werd benaderd door Ajax, sloeg hij hun aanbod aanvankelijk af. Uiteindelijk kwam hij op zijn vijftiende toch in de opleiding van Ajax terecht. Drie weken later had hij een zwaar ongeluk met zijn brommer. De chirurgen die zich met zijn herstel bezighielden en een operatie van acht uur uitvoerden zeiden dat er van lopen weinig meer zou komen en dat hij dus zeker nooit meer zou kunnen voetballen. Een dag later zei Blanker tegen zijn ouders dat hij over een halfjaar weer op het veld zou staan. Hij knokte zich hierna terug en in 1977 begon hij bij de B-junioren. De trainer van het eerste elftal tussen juli 1978 en september 1979, Cor Brom, zag het nog niet zitten in de jonge aanvaller, maar hij gaf hem wel een kans tijdens een toernooi van Real Madrid, waar naast Ajax ook AC Milan, Bayern München en Real Madrid aan meededen. Blanker maakte daar dermate veel indruk dat Bayern München geïnteresseerd was. Circa een week later, op 8 september 1979, werd Brom ontslagen en opgevolgd door Leo Beenhakker. Een dag later maakte Blanker zijn officiële debuut in het eerste van Ajax (Ajax-Haarlem 1-1).
Het debuutjaar werd voor Blanker echter niet wat hij ervan had verwacht, ondanks het feit dat Ajax op 3 fronten zeer lang meestreed om de prijzen in het seizoen 1979-1980. Ajax werd landskampioen, na 27 van de 34 competitieronden als 1e geklasseerd te zijn geweest. In het KNVB beker-toernooi schakelde Ajax eerst Haarlem (2-4) en Vitesse (3-1) uit, en was in 2 duels vervolgens te sterk voor Roda JC (5-1 thuis, 4-4 uit) en PSV (1-2 uit, 1-1 thuis). In de finale in Rotterdam verloor Ajax vervolgens met 3-1 van Feyenoord. In het Europa Cup I-toernooi versloeg Ajax achtereenvolgens het Finse HJK Helsinki (1-8 uit, 8-1 thuis), het Cypriotische Omonia Nicosia (10-0 thuis, 4-0 nederlaag uit,) en het Franse RC Strasbourg (0-0 uit, 4-0 thuis) uit, om vervolgens in de halve finales tegen het Engelse Nottingham Forest, de winnaar van de Europa Cup I in de 2 achtereenvolgende seizoenen 1978-1979 en 1979-1980, net aan het kortste eind te trekken (2-0 uit, 1-0 thuis). Blanker moest zich echter aanpassen aan het spel van Ajax en aan andere spelers met grote namen, zoals Ruud Krol, Frank Arnesen, Dick Schoenaker, Henning Jensen, Søren Lerby, Tscheu La Ling en Simon Tahamata. Hij kreeg al snel ruzie met onder andere Søren Lerby en scoorde in achttien competitiewedstrijden slechts drie keer. In de drie Europacupwedstrijden die hij speelde scoorde hij echter wel zeven keer.

## Portugal en Spanje
Na zijn eerste jaar in het seizoen 1979-1980 bij het eerste elftal vertrok Blanker bij Ajax. Niet omdat hij weg moest van het bestuur of van trainer Leo Beenhakker, maar omdat hij zelf weg wilde. Zijn opvolger bij Ajax was de 17-jarige Wim Kieft, die aan het eind van het seizoen 1979-1980 op 4 mei 1980 debuteerde en vervolgens in het seizoen 1980-1981 17 keer scoorde en in het seizoen 1981-1982 zelfs Europees topscorer werd met 32 goals. Ton Blanker was nog geen twintig jaar, maar vertrok naar Vitoria Guimaraes, in Portugal. Hij speelde daar een goed seizoen en ging daarna naar Real Zaragoza, waar Beenhakker net als nieuwe trainer was aangesteld. Hij begon daar niet fit en omdat het beperkte aantal plaatsen voor buitenlandse spelers als was ingevuld, werd hij in november verhuurd aan Salamanca dat op het tweede niveau speelde. Vlak voor het einde van de competitie, waarin Salamanca promoveerde, werd hij teruggehaald om te testen bij Zaragoza. Ook voor het opvolgde seizoen kwam hij niet in aanmerking voor een plek in de selectie en daarna vertrok hij weer naar Nederland.

## Excelsior en Volendam
Blanker kwam op huurbasis bij Excelsior terecht, waar hij vijf keer scoorde in 31 duels. Vervolgens werd hij half 1983 verhuurd aan FC Volendam waar Cor van der Hart trainer was. In deze periode (Lichting 1-83) zat hij ook in in militaire dienst. Half 1984 werd Blanker weer herenigd met zijn oude trainer Leo Beenhakker, die in het seizoen 1984-1985 trainer was van Volendam en tevens ad interim bondscoach, en hij werd voor 2 ton definitief overgenomen door Volendam. Met zijn club degradeerde hij, ondanks een goed seizoen met 11 doelpunten, in 1985 uit de Eredivisie. Blanker speelde 4 wedstrijden, waarin hij 3 doelpunten maakte in de Eerste divisie maar kampte ook met een slepende enkelblessure. Hierdoor werd hij per 1 november 1985 afgekeurd voor het spelen van betaald voetbal. Met voetballer Nico Runderkamp begon hij vervolgens een horecabedrijf. Deze samenwerking was echter van korte duur.

## Terugkeer in het profvoetbal
Medio 1986 ging Blanker weer voetballen bij Vespucci in de vierde klasse van het amateurvoetbal. Vanaf medio 1987 kwam hij een half seizoen uit voor AZS (Argonaut-Zwarte Schapen). Begin 1988 vertrok hij naar de Verenigde Staten van Amerika, waar hij professioneel zaalvoetbal ging spelen bij de Los Angeles Lazers in de MISL. Half 1988 keerde hij nog één keer terug in het betaalde voetbal, toen hij bij Koninklijke Beerschot VAV in België ging spelen. Terwijl hij zijn laatste goal maakte (een kopbal), brak hij een nekwervel en daarna heeft hij niet meer gespeeld. Hij liet zich nog overschrijven naar Cappellen FC dat uitkwam in de vierde klasse, maar voor de club zou hij niet in actie komen.

## Na het voetbal
Ton Blanker werd in 1994 aangehouden door de politie, die een inval had gedaan in een huis in Amsterdam, waar ze een grote hoeveelheid wapens en drugs vonden. Volgens een getuige zou er tijdens het vervoeren hiervan gebruik zijn gemaakt van de auto van Blanker. In september 1995 werd Blanker in hoger beroep veroordeeld tot vijf jaar gevangenisstraf, nadat eerst drie jaar was geëist. Tot op de dag van vandaag houdt Blanker vol dat hij onschuldig is.

## Privé
Ton Blanker was getrouwd met Anita Heilker van de Dolly Dots. Ze hebben samen een dochter.